# Pseudaphis
Pseudaphis är ett släkte av insekter. Pseudaphis ingår i familjen långrörsbladlöss.
Kladogram enligt Catalogue of Life:
| Pseudaphis | \| \| Pseudaphis abyssinica \| \| \| \| \| \| Pseudaphis sijui \| \| \| \| |
|            | \| \| Pseudaphis abyssinica \| \| \| \| \| \| Pseudaphis sijui \| \| \| \| |
|            | Pseudaphis abyssinica                                                      |
|            |                                                                            |
|            | Pseudaphis sijui                                                           |
|            |                                                                            |